# Distrito de Grey
El distrito de Grey, en la región de la Costa Oeste de Nueva Zelanda, es un municipio que abarca Greymouth, Runanga, Blackball, Cobden y los asentamientos a lo largo del río Grey. Tiene una superficie de 3.474,44 kilómetros cuadrados. La sede del Consejo del Distrito de Grey, la autoridad gubernamental local que administra el distrito, está en Greymouth, donde vive el 58,6% de la población del distrito.
El distrito de Grey se encuentra en la costa oeste de la Isla del Sur. Se extiende desde la orilla sur del río Punakaiki en el norte, hacia el sureste hasta el monte Anderson, hacia el norte hasta The Pinacle, hacia el sureste hasta Craigeburn, en dirección sureste hasta el monte Barron, hacia el suroeste hasta Jacksons y siguiendo el río Taramakau hasta el mar de Tasmania.
El distrito es rico en historia y carácter. Las industrias clave son el turismo, la minería, la agricultura, la pesca, la industria manufacturera y los servicios. El principal hospital de la Costa Oeste está en Greymouth. 

## Población
El distrito de Grey cubre 3.474,44 km²  y tenía una población estimada de 14.200 habitantes en junio de 2022, con una densidad de población de 4,1 personas por km². 8.320 personas viven en Greymouth y 1.240 en Runanga.
El distrito de Grey tenía una población de 13.344 habitantes en el censo de Nueva Zelanda de 2018, una disminución de 27 personas (-0,2%) desde el censo de 2013, y un aumento de 123 personas (0,9%) desde el censo de 2006. Había 5.361 hogares. Había 6.771 hombres y 6.573 mujeres, lo que da una proporción de sexo de 1,03 hombres por mujer. La edad media era de 43,9 años (frente a 37,4 años a nivel nacional), con 2.565 personas (19,2%) menores de 15 años, 2.244 (16,8%) de 15 a 29 años, 6.093 (45,7%) de 30 a 64 años y 2.445 (18,3%) de 65 años o más.
Las etnias eran el 92,2% de europeos/Pākehā, el 10,2% de maoríes, el 1,3% de pueblos del Pacífico, el 2,9% de asiáticos y el 2% de otras etnias. Las personas pueden identificarse con más de una etnia.
El porcentaje de personas nacidas en el extranjero era del 10,1, frente al 27,1% nacional.
Aunque algunas personas se oponen a dar su religión, el 51,7% no tiene religión, el 36,9% es cristiano, el 0,5% es hindú, el 0,2% es musulmán, el 0,2% es budista y el 2,0% tiene otras religiones.
De los mayores de 15 años, 1.137 (10,5%) personas tenían un título de grado o superior, y 2.970 (27,6%) no tenían ninguna cualificación formal. La renta media era de 27.700 dólares, frente a los 31.800 dólares del país. 1.329 personas (12,3%) ganaban más de 70.000 dólares, frente al 17,2% a nivel nacional. La situación laboral de los mayores de 15 años era que 5.295 (49,1%) personas estaban empleadas a tiempo completo, 1.665 (15,4%) a tiempo parcial y 372 (3,5%) estaban desempleadas.
| Nombre              | Población | Viviendas | Promedio de edad | Renta media |
| ------------------- | --------- | --------- | ---------------- | ----------- |
| Barrytown           | 939       | 552       | 48,8 años        | $26,500     |
| Blaketown           | 810       | 411       | 42.2 años        | $27,000     |
| Cobden              | 1,551     | 756       | 40,5 años        | $21,900     |
| Dobson              | 828       | 390       | 44,6 años        | $27,800     |
| Greymouth Central   | 978       | 468       | 52,7 años        | $23,900     |
| Greymouth Rural     | 693       | 345       | 47,1 años        | $32,100     |
| Karoro              | 1,017     | 459       | 47.1 años        | $37,000     |
| King Park           | 1,053     | 558       | 45,1 años        | $24,800     |
| Lake Brunner        | 1,065     | 546       | 20,4 años        | $25,900     |
| Marsden             | 1,221     | 537       | 38,6 años        | $34,400     |
| Nelson Creek        | 669       | 360       | 45,2 años        | $31,800     |
| Runanga             | 1,185     | 612       | 45,2 años        | $24,400     |
| Rutherglen-Camerons | 1,332     | 567       | 46,5 años        | $37,500     |

| Nombre           | Área (km2) | Población | Densidad (por km²) | Hogares | Promedio de edad | Renta media |
| ---------------- | ---------- | --------- | ------------------ | ------- | ---------------- | ----------- |
| Distrito Norte   | 264.26     | 1,590     | 6.02               | 690     | 46.7 years       | $25,100     |
| Distrito Central | 20.73      | 6,150     | 296.67             | 2,634   | 44.1 years       | $25,900     |
| Distrito Sur     | 219.60     | 2,193     | 9.99               | 861     | 46.4 years       | $38,600     |
| Distrito Este    | 2,969.72   | 3,414     | 1.15               | 1,179   | 38.2 years       | $26,700     |
| Nueva Zelanda    |            |           |                    |         | 37.4 años        | $31,800     |

## Infraestructura
Hay 619 km de carreteras en el distrito, de los cuales 358 km están cerrados (datos de la década de 2000)

## Historia

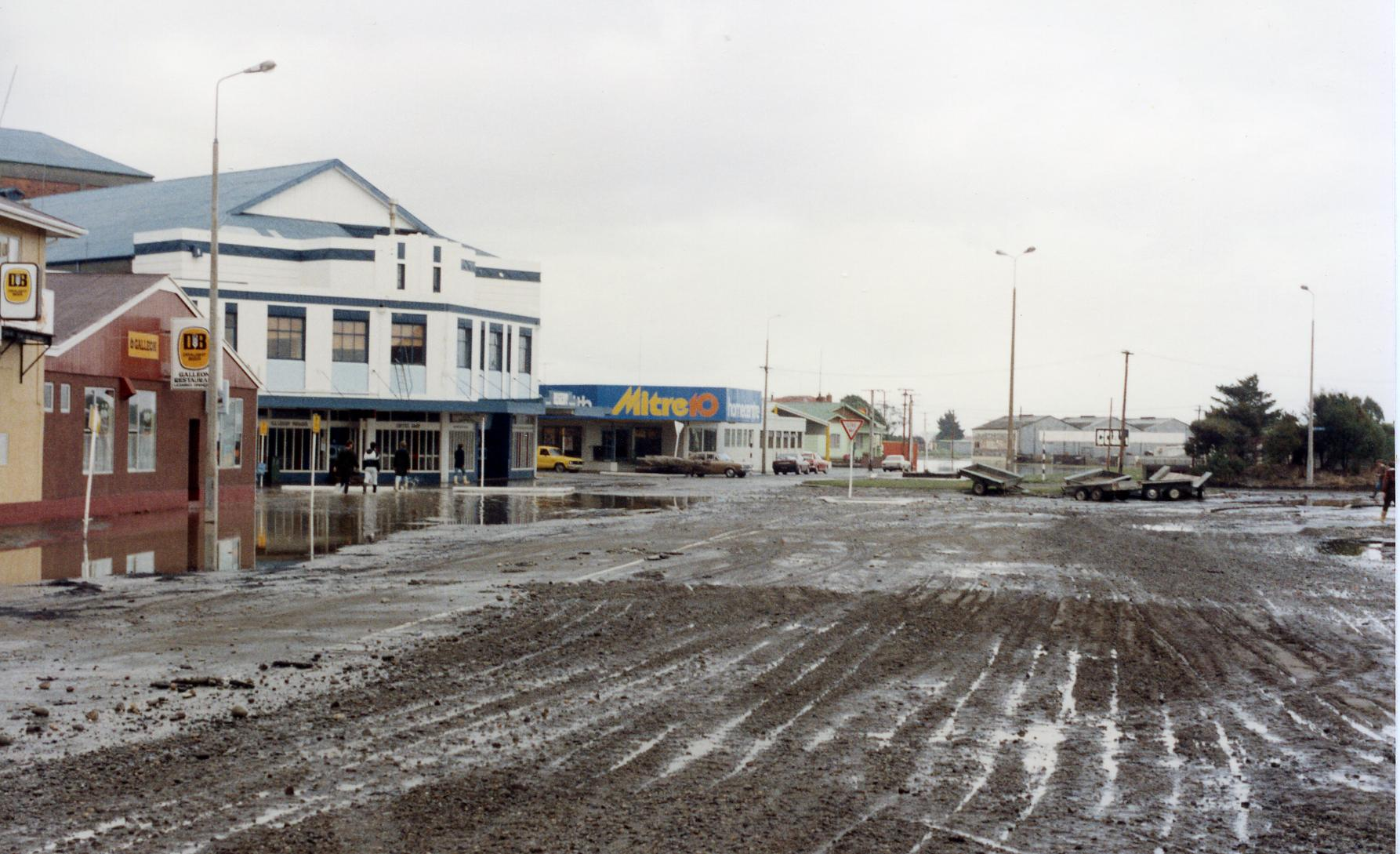
Inundaciones de Greymouth (1988)

Los primeros edificios en la desembocadura del río Grey fueron construidos por los maoríes Ngati Wairangi en Cobden. El asentamiento europeo se produjo tras el descubrimiento de carbón y oro.
Greymouth, el mayor centro del distrito, se encuentra junto al mar de Tasmania y el río Grey. Greymouth experimentó un rápido cambio en la composición cultural de la región, como reflejo de la afluencia de inmigrantes atraídos por la fiebre del oro, la minería y las oportunidades de negocio relacionadas.
A medida que Greymouth se desarrollaba, se volvía vulnerable a las inundaciones. Tras dos grandes inundaciones en 1988, se emprendió el proyecto de muro de contención de Greymouth. Terminado en 1990, el muro de contención proporciona seguridad a la ciudad y ha permitido un mayor desarrollo del comercio. 
El asentamiento maorí de Māwhera pā estuvo establecido durante mucho tiempo en la orilla sur del río Māwheranui. Cuando los primeros exploradores europeos, Thomas Brunner y Charles Heaphy, llegaron en 1846, se alojaron en el pā y recibieron alimentos. Dos años más tarde, Brunner remontó el río, que rebautizó con el nombre del gobernador George Grey.
James Mackay negoció con los jefes maoríes locales la compra de la región de la Costa Oeste por parte del gobierno, y el acuerdo se firmó en Māwhera pā el 21 de mayo de 1860. Una de las pocas reservas maoríes era la tierra que rodeaba el pā, que ahora forma el principal distrito comercial de Greymouth, y la mayor parte de ella sigue siendo de propiedad maorí.